# Michel Gérard
Michel Gérard, zvaný též père Gérard (otec Gérard) (2. července 1737, Rennes – 6. prosince 1815, Montgermont, Ille-et-Vilaine) byl zemědělský dělník z Bretaně, o kterém se předpokládá, že byl jediným vesničanem ve Francii zvoleným do generálních stavů roku 1789.

## Životopis
Jako zemědělec byl v roce 1789 zvolen zástupcem třetího stavu za senešalství Rennes do generálních stavů, stejně jako Jacques-Marie Glezen, Jean-Denis Lanjuinais, Étienne Huard, Mathurin Hardy de La Largère a Isaac Le Chapelier.
Stal se proslulou postavou Francouzské revoluce, když přišel na svolání generálních stavovů v roce 1789 ve svém venkovském oděvu a stal se populární postavou v Ústavodárném shromáždění. Během průvodu při otevření panství ve Versailles dne 5. května 1789 si ho všiml král a poslal mu pozdrav. Jakobíni napodobili jeho jednoduchost a rozhodli se nosit vestu a odložit paruky.
Jako poslanec požadoval zrušení cel na alkohol a přimlouval se za zvýšení platu venkovských kněží.
Dne 3. září 1791 ho předseda Ústavodárného shromáždění Théodore Vernier jmenoval členem deputace pověřené předložením ústavy Ludvíkovi XVI.
Po rozpuštění Ústavodárného shromáždění odešel z politického života.

## Odraz v umění
Jean-Marie Collot d'Herbois si vypůjčil jeho jméno, když vydal L'Almanach du père Gérard.
Michel Gérard se vyskytuje na nedokončeném obraze Jacquese-Louise Davida Přísaha v míčovně ve společnosti Mirabeaua a Barnavea.
V Paříži byla v říjnu 1791 uvedena divadelní hra Návrat otce Gérarda na statek.